# Donald Gelling
Donald James Gelling (ur. 5 lipca 1938 w Santon, Wyspa Man) – polityk z Wyspy Man, premier Wyspy Man od 14 grudnia 2004, biznesmen. 
Jego polityczna kariera rozpoczęła się w 1961 roku. W 1986 roku Gelling został członkiem "Domu Kluczy" (ang. House of Keys). Jak większość polityków Wyspy Man, Donald Gelling nie jest przedstawicielem żadnej partii, ale wiele razy brał udział w wyborach. W latach 1988–1989 był ministrem rolnictwa, przemysłu i rybołówstwa. W 1996 roku pierwszy raz został premierem Wyspy Man. W 2001 roku Richard Kenneth Corkill zastąpił go na tej funkcji,
jednak 14 grudnia 2004 został ponownie wybrany premierem wyspy i był nim do 14 grudnia 2006.